# San Marino en el Festival de la Canción de Eurovisión Junior
San Marino debutó en el XI Festival de la Canción de Eurovisión Junior en 2013.
Quiso debutar en la edición de 2011. Sin embargo, el 7 de octubre de 2011, Alessandro Capicchioni, jefe de delegación de San Marino, confirmó que el país se retiraba de la competición debido a que no contaba con el tiempo suficiente para llevar a cabo una candidatura o preselección nacional.
El 25 de octubre de 2013, San Marino confirmó oficialmente su participación en el Festival de la Canción de Eurovisión Junior 2013, siendo su primera aparición en el certamen.
Su puntuación media hasta 2024 es de 36,50 puntos.

## Participación

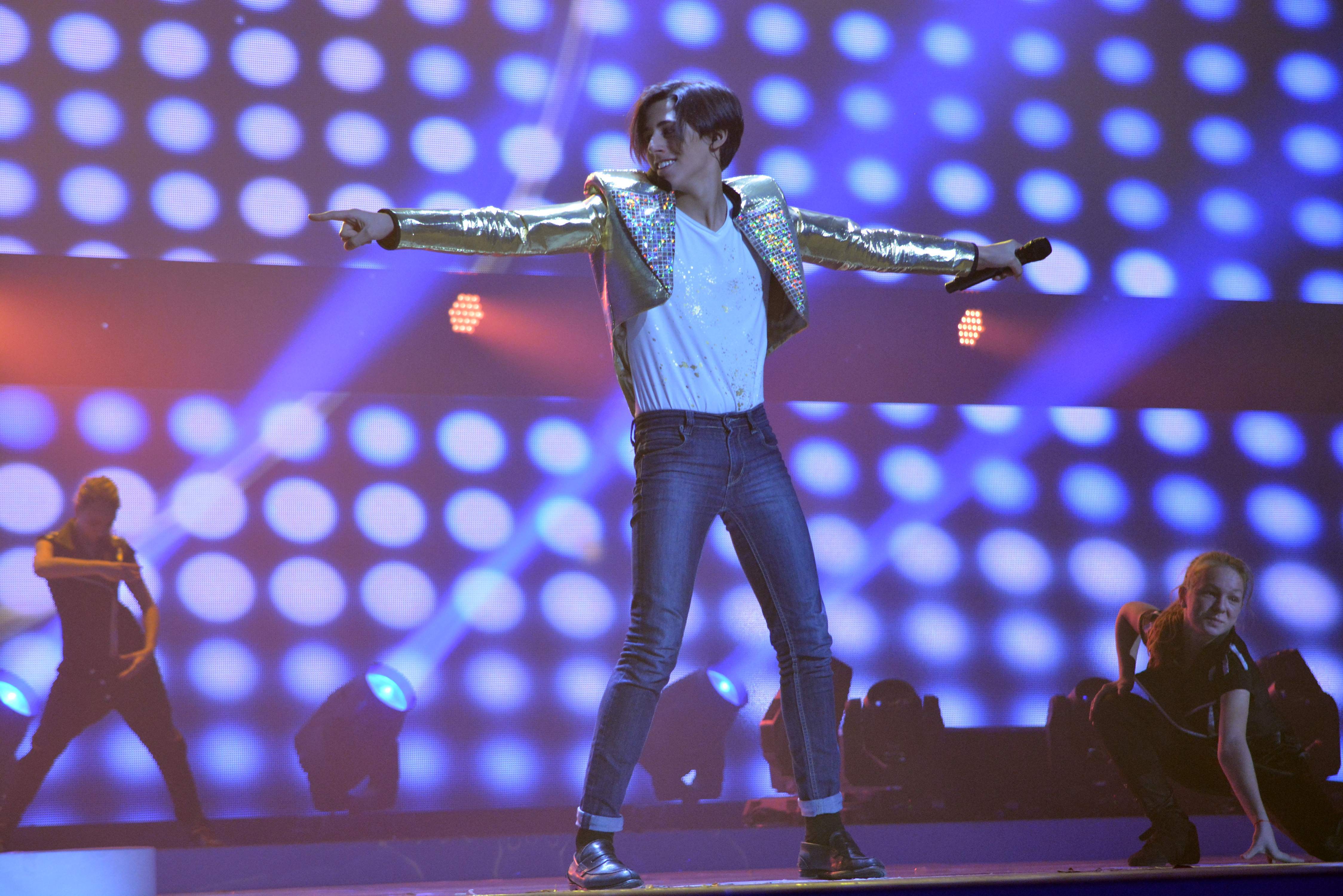
Michele Perniola en Kiev (2013).

| 2013                           | Kiev   | Michele Perniola  | «O-o-O sole intorno a me» | 10 | 42 |
| 2014                           | Marsa  | The Peppermints   | «Breaking my heart»       | 15 | 21 |
| 2015                           | Sofía  | Kamilla Ismailova | «Mirror»                  | 14 | 36 |
| No participó entre 2016 y 2023 |        |                   |                           |    |    |
| 2024                           | Madrid | Idols SM          | «Come Noi»                | 17 | 47 |
| 2025                           | Tiflis | -                 | -                         | -  | -  |

## Votaciones
San Marino ha dado más puntos a...
| N.º | País         | Pts |
| --- | ------------ | --- |
| 1   | Malta        | 39  |
| 2   | Georgia      | 24  |
| 3   | Armenia      | 23  |
| 4   | Rusia        | 21  |
| 5   | Italia       | 18  |
| 6   | Bielorrusia  | 16  |
| 6   | Ucrania      | 16  |
| 7   | Países Bajos | 12  |
| 8   | Serbia       | 11  |
| 9   | Chipre       | 8   |
| 9   | España       | 8   |
| 10  | Albania      | 7   |
| 10  | Francia      | 7   |

San Marino ha recibido más puntos de...
| N.º | País         | Pts |
| --- | ------------ | --- |
| 1   | Ucrania      | 13  |
| 2   | Rusia        | 11  |
| 3   | Italia       | 9   |
| 4   | Armenia      | 6   |
| 4   | Bielorrusia  | 6   |
| 5   | Malta        | 3   |
| 5   | Georgia      | 3   |
| 6   | Suecia       | 2   |
| 6   | Azerbaiyán   | 2   |
| 6   | Moldavia     | 2   |
| 6   | Países Bajos | 2   |

## Portavoces
| Año  | Portavoz      | 12 Puntos |
| ---- | ------------- | --------- |
| 2015 | Arianna Ulivi | Malta     |
| 2014 | Clara         | Italia    |
| 2013 | Giovanni      | Ucrania   |